# Caesalpinia parviflora
Caesalpinia parviflora är en ärtväxtart som beskrevs av David Prain. Caesalpinia parviflora ingår i släktet Caesalpinia och familjen ärtväxter. Inga underarter finns listade i Catalogue of Life.